# Clóvis Moraes Rêgo
Clóvis Silva de Moraes Rêgo (Belém, 1925 - 2006), também conhecido como Tio Cocó, foi um historiógrafo, escritor, professor e pesquisador paraense. Ocupou diversos cargos públicos no estado, de Conselheiro do Tribunal de Contas a Governador. Foi membro da Academia Paraense de Letras.

## Biografia
Clóvis Silva de Moraes Rêgo nasceu em Belém, capital do Pará, no dia 11 de outubro de 1925. Formou-se historiógrafo, foi professor titular da primeira Cadeira de Português do Colégio Estadual Paes de Carvalho (entre 1946 e 1969), foi escritor e pesquisador, e exerceu diversos cargos públicos. Além disso, ao longo de sua vida, esteve envolvido em diversas iniciativas culturais, como concursos estaduais e nacionais.
Aposentou-se no dia 17 de maio de 1974 e veio a falecer em 18 de fevereiro de 2006.

## Cargos públicos
- 1951 - Diretor do Instituto Lauro Sodré, Biblioteca e Arquivo Público,[1]
- 1953-1969 - Secretaria da Câmara Municipal de Belém, diretor da Divisão Administrativa,[1]
- 1961 - Superintendência de Valorização da Amazônia (SPVEA – atual SUDAM), chefe do Setor de Coordenação e Divulgação,[1]
- 1964-1966 - Prefeitura do Município de Belém, secretário de administração,[1]
- 1966-1968 - Secretário de Estado de Educação,[1]
- 1966-1969 - Secretário de Estado,[1]
- 1969 - Conselheiro do Tribunal de Contas do Estado do Pará,[1][4][5]
- 1971 - Presidente do Conselho Estadual de Cultura,[1][6]
- 1971-1972 - Vice-Presidente do Tribunal de Contas do Estado do Pará,[1]
- 1975-1979 - Vice Governador do Estado,[1]
- 1979-1980 - Governador do Estado (após renúncia de Aloysio Chaves, Governador eleito, para disputar o Senado Federal).[1][7]

## Prêmios e reconhecimentos
- 1969 - Medalha Cultural “Paulino de Brito”,[3]
- 1972 - Medalha Cultural “Oswaldo Cruz”,[3]
- 1979 - Professor Honoris Causa da Universidade Federal do Pará,[3][2]
- Membro da Academia Paraense de Letras (APL), cadeira número 22,[1][3]
- Sócio do Instituto Histórico e Geográfico do Pará,[1][3]
- Patrono de Espaço Cultural com seu nome no Tribunal de Contas (TCE-PA).[3]

## Obras
- 1971 - Monografia sobre a obra poética de Castro Alves,[1]
- 1972 - Monografia sobre Oswaldo Cruz,[1]
- Editou as “separatas”: “General Gurjão”; “Paulino de Brito”; “No dia da Cultura e outros”.[1]